# Mahatha regina
Mahatha regina là một loài cua nước ngọt trong họ Parathelphusidae. Chúng là loài đặc hữu của Sri Lanka.